# 12ページの詩集
『12ページの詩集』（じゅうにページのししゅう）は、1976年に発表された太田裕美の5枚目のアルバム。1991年にCD化された。

## 解説
- シングルとして発表された「最後の一葉」が収録されている。
- フォーク色の強いアルバムで作家陣にはフォーク・ニューミュージックを代表するアーティストが名を連ねている。
- 当時のLPの帯には「私のニューアルバム制作に参加してくださった皆さん―阿木燿子さん、荒井由実さん、伊勢正三さん、佐藤健さん、イルカさん、宇崎竜童さん、喜多條忠さん、ケン・田村さん、田山雅充さん、谷村新司さん、筒美京平さん、萩田光雄さん、松本隆さん、山田つぐとさん」とある。
- オリコンチャート9位

## 収録曲
- 全編曲：萩田光雄（特記以外）

A面
1. あさき夢みし
  - 作詞：阿木燿子、作曲：宇崎竜童
2. 失くした耳飾り
  - 作詞：喜多條忠、作曲：田山雅充
3. 青い傘
  - 作詞・作曲：荒井由実
4. カーテン
  - 作詞：松本隆、作曲：ケン・田村、編曲：筒美京平
5. 君と歩いた青春
  - 作詞・作曲：伊勢正三
  - オリジナル歌唱：風
  - 5年後の1981年にセルフカバーのシングルがリリースされた。
6. 最後の一葉
  - 作詞：松本隆、作曲：筒美京平

B面
1. 湘南アフタヌーン
  - 作詞：松本隆、作曲：山田つぐと
2. 一つの朝
  - 作詞：松本隆、作曲：佐藤健
3. ミモザの下で
  - 作詞・作曲：イルカ
4. 赤い花緒
  - 作詞・作曲：谷村新司
5. ガラスの腕時計
  - 作詞：松本隆、作曲：萩田光雄
6. 恋の予感
  - 作詞・作曲：太田裕美

## 発売履歴
| 発売日        | レーベル           | 規格 | 規格品番  | 備考                                                         |
| ------------- | ------------------ | ---- | --------- | ------------------------------------------------------------ |
| 1976年12月5日 | CBSソニー          | LP   | 25AH 126  |                                                              |
| 1976年12月5日 | アポロン           | CT   | KSF-1028  |                                                              |
| 1991年9月15日 | ソニーミュージック | CD   | SRCL-2079 | CD選書。                                                     |
| 2016年7月29日 | ソニーミュージック | SACD | SSMS-019  | Audio Masterpiece Collections, Stereo Sound Reference Record |
| 2017年4月26日 |                    | 配信 |           | FLAC｜96.0kHz/24bit                                          |